# Tellerschnecken
Die Familie der Tellerschnecken (Planorbidae) gehört innerhalb der Ordnung der Lungenschnecken zu den Wasserlungenschnecken (Basommatophora). Seit einigen Jahren zählt man auch die Vertreter der Mützenschnecken (ehemals Ancylidae) zur Familie der Tellerschnecken (Näheres s. unter Systematik).
Ein bekannter und auffallender Vertreter ist die Posthornschnecke, die in ruhigen Gewässern (Weihern, Teichen, Altarmen) Mitteleuropas vorkommt (s. Abb.); sie ist nicht zu verwechseln mit der gleichfalls zu den Tellerschnecken gehörenden Gattung der Posthörnchen (Gyraulus). Die Form des Gehäuses unterscheidet sich je nach Art. Eine mützenförmige Gattung dieser Schneckenfamilie ist Ancylus. Kegelförmig sind beispielsweise Gyraulus-Arten.

## Merkmale
Morphologie: Die Gehäuse der Tellerschnecken sind anatomisch linksgewunden und teilen diese Eigenschaft mit denen der Blasenschnecken (Physidae). Daher ist beim kriechenden Tier die rechte Seite als Unterseite und die linke Seite als Oberseite anzusprechen. Die Gehäuseform kann allerdings von scheibenförmig bis napfförmig variieren. Bei Vertretern mit scheibenförmigem Gehäuse wird das Gehäuse meist schräg gekippt gehalten. Der Fuß ist bei den Formen mit scheibenförmigem Gehäuse immer relativ klein und die Fühler dünn und schlank. Typischerweise ist innerhalb der Mantelhöhle eine sekundäre Kieme vorhanden. Manche Formen sind durch Hämoglobin auffallend rot gefärbt, was bei anderen Vertretern der Wasserlungenschnecken nie der Fall ist.
Karyologie: Während die Chromosomenzahl bei Wasserlungenschnecken häufig recht konstant innerhalb einzelner Familien ist, ist sie bei den Planorbidae relativ variabel. Die Grundzahl im haploiden Zustand ist n=17 oder n=18, kann aber auch n=15 annehmen. Interessanterweise neigen etliche Arten der Familie (sowohl bei den scheibenförmigen als auch bei den napfförmigen Vertretern) zu einer Verdopplung der Grundzahl; eine solche Tetraploidie mit demzufolge n=30-36 Chromosomen findet sich bei Arten der Gattungen Ancylus, Bulinus, Ferrissia und Gyraulus. Sogar Hexaploidie und Oktoploidie wurden beschrieben (bei Arten oder genetischen Linien von Bulinus und Ancylus).

## Anatomie und Physiologie
Anatomie: Schale und anatomische Eigenschaften sind sehr variabel, was besonders für das zwittrige Fortpflanzungssystem (Penis, Zwitterdrüse (Ovotestis) und die Prostatadrüse) gilt. Bei manchen Arten finden sich Populationen mit teilweise aphallischen Individuen (d. h. Individuen ohne Penis), die demzufolge nur noch als Weibchen fungieren können. Die primäre Zwittrigkeit ist bei diesen Formen in Richtung einer funktionellen Getrenntgeschlechtlichkeit abgewandelt.
Atmung: Viele Arten haben durch Hämoglobin eine rot gefärbte Hämolymphe, wodurch der aus dem Wasser oder der Luft aufgenommene Sauerstoff vermutlich besser für den Stoffwechsel ausgenutzt werden kann als durch das bei anderen Weichtieren für diese Funktion verbreitete Hämocyanin. Hierdurch und durch die Ausbildung einer sekundären Kieme in der Lungenhöhle werden die Vertreter dieser Familie in die Lage versetzt, auch respiratorisch schwierige Gewässer zu besiedeln und teilweise (bei den napfförmigen Formen sogar ganz oder fast ausschließlich) ohne atmosphärischen Sauerstoff auszukommen.
Ernährung: Die Tiere weiden mit ihrer Radula feste Unterlagen ab und konsumieren dadurch primär Algen (Grünalgen, Diatomeen), aber auch andere Kleinlebewesen.

## Fortpflanzungsbiologie
Reproduktion: Wie alle Wasserlungenschnecken sind auch die Tellerschnecken zwittrig. In vielen Populationen sind die Tiere dabei nicht nur zur Fremdbefruchtung, sondern auch zur Selbstbefruchtung fähig. Allerdings gibt es bei manchen Arten (z. B. Bulinus truncatus) Populationen, deren Tiere keinerlei Penis ausbilden (aphallische Tiere); diese Tiere fungieren bei der Paarung nur als Weibchen oder führen Selbstbefruchtung aus.
Gelegeablage: Die Gelege der Planorbidae werden an die Unterseite von Blättern, an Steine und Holz, in Aquarien auch an die Scheibe geklebt. Sie sind rund, oval oder nierenförmig und bestehen aus einer klaren Gallerte, die bei den kleineren Arten eins bis zehn, bei den größeren Arten etwa zehn bis dreißig Eier enthält. Die Anzahl der Eier variiert allerdings auch nach dem Ernährungszustand und der individuellen Größe, die auch nach beginnender Geschlechtsreife noch zunimmt. Bei der in geologisch alten Seen Indonesiens vorkommenden Gattung Protancylus wurde Brutfürsorge beobachtet, was einzigartig unter den Wasserlungenschnecken ist; die Tiere tragen die Eigelege schützend unter ihrem Mantel.

## Verbreitung und Artenzahl
Globale Verbreitung: Die Tellerschnecken sind weltweit verbreitet. Dies gilt sowohl für die "klassischen" Tellerschnecken mit scheibenförmigem Gehäuse als auch für die Vertreter mit napfförmiger Schale. Hieraus kann entweder auf ein hohes erdgeschichtliches Alter der Familie oder auf eine starke Ausbreitungsfähigkeit (z. B. Verschleppung über Vögel) geschlossen werden.
Artenzahl: Die Familie umfasst rund 40 Gattungen mit etwa 300 Arten; von letzteren entfallen etwa 200 Arten auf die "klassischen" Tellerschnecken mit scheibenförmiger Schale und etwa 100 Arten auf die napfförmigen Vertreter, die früheren "Ancylidae". Nominell beschrieben sind sogar über 70 Gattungen; eine moderne taxonomische Revision der Familie, die morphologische und molekulare Daten berücksichtigt, steht jedoch aus. Die letzten kritischen Gesamtdarstellungen (auf anatomisch-morphologischen Befunden) hatte Hubendick 1955 und 1964 erstellt.
In Deutschland leben derzeit einschließlich der eingeschleppten Formen zehn Gattungen mit 21 Arten, davon zwei Gattungen mit je einer Art mit napfförmiger Schale. Die genaue Artenzahl kann nicht angegeben werden, da die Einordnung mancher Formen als eigene Arten oder Unterarten im Flusse ist. Ohne die seit Mitte des 20. Jahrhunderts eingeschleppten Arten sind es acht Gattungen mit 17 Arten, davon eine Art napfförmig (Gattungen Planorbis, Anisus, Bathyomphylus, Gyraulus, Hippeutis, Segmentina, Planorbarius, Ancylus); sicher oder wahrscheinlich eingeschleppt sind zwei neue Gattungen und insgesamt vier Arten: Menetus dilatatus, Ferrissia "wautieri", Gyraulus parvus sowie G. chinensis.

## Paläontologie
Fossile scheibenförmige Vertreter aus den Unterfamilien der Planorbinae und Bulininae treten geologisch seit dem mittleren Jura (vor rund 170 Millionen Jahren) auf. Die napfförmigen und früher als "Ancylidae" zusammengefassten Formen finden sich (bei allerdings unsicherer Zuordnung) seit der oberen Kreide, mit größerer Sicherheit seit dem frühen Paläozän vor rund 60 Millionen Jahren. Die richtige taxonomische Zuordnung der fossilen Schalenfunde ist allerdings fast durchwegs unsicher. Erst ab dem Miozän finden sich auch Formen, die sehr stark an unsere heutigen Gattungen und Arten erinnern, z. B. die Arten Planorbarius grandis (Halavats) und Segmentina loczyi (Lörenthey) aus dem damaligen Pannon-See (spätes Miozän vor 10-11 Millionen Jahren) des Wiener Beckens.

## Systematik
Äußere Systematik: Vielfach werden die Tellerschnecken mit den Blasenschnecken in einer Überfamilie (Planorboidea) zusammengefasst. Mit den Blasenschnecken teilen sie sich die Eigenschaften, dass sie anatomisch linksgewunden sind und dass sie lange und dünne (fadenförmige) Fühler ausbilden, die lediglich bei den napfförmigen Vertretern etwas dicklicher werden. Auch neuere molekulargenetische Befunde sprechen für die enge Verwandtschaft dieser beiden Familien.
Innere Systematik: Die frühere Familie "Ancylidae" wird heute aufgrund molekulargenetischer Verwandtschaftsbefunde als paraphyletische Gruppe gesehen und allgemein mit der Familie Planorbidae vereinigt. Sie ist jetzt mit einigen ihrer Vertreter als Tribus innerhalb dieser Familie vertreten; andere ihrer Vertreter stehen an anderer Stelle innerhalb der Planorbidae. Die frühere Unterfamilie Ferrissinae (innerhalb der Ancylidae) wurde hierbei ganz aufgegeben.
Im Folgenden werden zwei derzeit diskutierte Systematiken präsentiert:
a) derzeitige Einteilung in Anlehnung an Albrecht u. a. (2007) , wobei nur diejenigen Gattungen aufgelistet sind, die analysiert wurden:
- "A-clade" sensu Albrecht et al. (2007)
  - Burnupia Walker, 1912
- Tribus Bulinini
  - Bulinus O. F. Müller, 1781
  - Indoplanorbis Annandale, 1921
- Tribus Ancylini Rafinesque-Schmaltz, 1815
  - Ancylus O. F. Müller, 1774
  - Ferrissia Walker, 1903
  - Gundlachia Pfeiffer, 1849
  - Laevapex Walker, 1903
  - Hebetancylus Pilsbry, 1914
- "B-clade" sensu Albrecht et al. (2007)
  - Glyptophysa Crosse, 1872
  - Protancylus Sarasin, 1897
  - Kessneria Walker & Ponder 2001
  - Leichhardtia Walker, 1988
- Tribus Camptoceratini
  - Planorbarius Duméril 1806
- Tribus Planorbini
  - Anisus Studer, 1820
  - Bathyomphalus Charpentier, 1837
  - Gyraulus Charpentier, 1837
  - Choanomphalus Gerstfeldt, 1859
  - Planorbis O. F. Müller 1774
- Tribus Segmentini
  - Segmentina Fleming, 1818
  - Hippeutis Charpentier, 1837
  - Polypylis Pilsbry, 1906
- "C-Clade" sensu Albrecht et al. (2007)
  - Biomphalaria Preston, 1910
  - Menetus H. & A. Adams, 1855
  - Planorbella Haldeman, 1843
  - Planorbula Haldeman, 1843

b) Einteilung in Anlehnung an Bouchet & Rocroi (2005):
- Unterfamilie Planorbinae Rafinesque-Schmaltz, 1815
  - Tribus Planorbinae Rafinesque-Schmaltz, 1815
  - Tribus Ancylini Rafinesque-Schmaltz, 1815
  - Tribus Biomphalariinae Watson, 1954
  - Tribus Planorbulinae Pilsbry, 1934
  - Tribus Segmentini Baker, 1945
- Unterfamilie Bulininae Fischer & Crosse, 1880
  - Tribus Bulinini Fischer & Crosse, 1880
  - Tribus Coretini Gray, 1847
  - P. Miratestini & F. Sarasin, 1897
  - Tribus Plesiophysidae Bequaert & Clench, 1939
- Unterfamilie Neoplanorbinae Hannibal, 1912
- Unterfamilie Rhodacmaeinae Walker, 1917

## Weitere Literatur
- Victor Millard: Classification of the Mollusca. A Classification of World Wide Mollusca. Rhine Road, Südafrika 1997, ISBN 0-620-21261-6.